# Уффализ
Уффализ (фр. Houffalize) — город и коммуна в Бельгии.

## География
Коммуна Уффализ находится в округе Бастонь провинции Люксембург, на юго-востоке страны, близ границы с Люксембургом.
Городок расположен в Арденнах на реке Восточный Урт. Входящая в коммуну территория представляет собой покрытые лесом долины, перемежающиеся горами.
Площадь коммуны равна 166,58 км². Численность населения составляет 4.749 человек (на 1 января 2006 года).

## История
Первое письменное упоминание о Уффализе относится к 1147 году. В 1235 здесь строится госпиталь. В годы Второй мировой войны, в период с 25 декабря 1944 года по 6 января 1945 года, во время Арденнской операции здесь шли тяжёлые бои союзников с немецкими войсками, в результате которых Уффализ был почти полностью разрушен.

## Города-побратимы
- Альтеа, Испания
- Бад-Кёцтинг, Германия
- Бандоран, Ирландия
- Белладжо, Италия
- Гранвиль, Франция
- Зволен, Словакия
- Карккила, Финляндия
- Кёсег, Венгрия
- Марсаскала, Мальта
- Мерссен, Нидерланды
- Нидеранвен, Люксембург
- Превеза, Греция
- Пренай, Литва
- Сезимбра, Португалия
- Сигулда, Латвия
- Сушице, Чехия
- Тюри, Эстония
- Укселёсунд, Швеция
- Хойна, Польша
- Хольстебро, Дания
- Шерборн, Великобритания
- Юденбург, Австрия